# Sonorolux fluminis
 Sonorolux fluminis  ist die einzige Art der Gattung Sonorolux aus der Familie der Umberfische (Sciaenidae). Die Art besiedelt brackige Bereiche von Flussmündungen im Nordwesten Borneos im Bundesstaat Sarawak.

## Merkmale
Die einzigen beiden bekannten Exemplare von Sonorolux fluminis waren beide etwa acht Zentimeter lang. Der Körper ist rundlich mit steil abgerundeter Schnauze. Die Schuppen an Kopf und Vorderkörper sind cycloid und glatt, die am restlichen Körper ctenoid und rau. Das Seitenlinienorgan reicht bis zur Schwanzflosse. Unter den Bauchschuppen liegen einige gelblich-glänzende Flecken. Das Maul ist groß mit hängenden Winkeln und nach vorne ragendem Unterkiefer. Beide Kiefer weisen zwei Reihen von Zähnen auf, von denen im Oberkiefer die äußeren größer sind, im Unterkiefer die inneren. Die größeren Zähne weisen in beiden Kiefern große Abstände auf. Das Kinn trägt keine Barteln, zeigt aber eine vordere, sowie 2 oder drei Paar seitlicher Poren. Die Dornen der Kiemenreuse sind lang und schlank und zählen am unteren Arm des ersten Bogens 16 oder 17. Die Rückenflosse weist zehn oder elf Hart- und 28 oder 19 Weichstrahlen auf, die nicht durch eine Kerbe voneinander getrennt sind. Die Afterflosse weist zwei Hartstrahlen auf, von denen der zweite mittellang ist, sowie sieben oder acht Weichstrahlen. Die Schwanzflosse ist rhomboidisch. 
Die Schwimmblase ist karottenförmig mit etwa 20 Paaren von komplexen Anhängseln.